# Robert Dušek
Robert Dušek (ur. 14 marca 1967 w Lanškrounie) – czeski polityk, były poseł, deputowany do Parlamentu Europejskiego VII kadencji.

## Życiorys
Absolwent szkoły średniej, po której był zatrudniony w przedsiębiorstwie eksportowym. Od 1990 pracował w zarządzie przedsiębiorstwa przemysłowego, później był dyrektorem w spółce prawa handlowego. Pełnił funkcję radnego miejskiego w Libercu. Od 2006 do 2009 zasiadał w Izbie Poselskiej jako przedstawiciel Czeskiej Partii Socjaldemokratycznej.
W wyborach europejskich w 2009 z listy ČSSD uzyskał mandat posła do Parlamentu Europejskiego. Przystąpił do grupy Postępowego Sojuszu Socjalistów i Demokratów, został członkiem Komisji Rolnictwa i Rozwoju Wsi. W PE zasiadał do 2014.
W 2016 został zawieszony w partii socjaldemokratycznej w związku z prowadzonym wobec niego postępowaniem karnym w sprawie korupcji.